# Тит Ромилий Рок Ватикан
Тит Ромилий Рок Ватикан (на латински: Titus Romilius Rocus Vaticanus; * 490 пр.н.е.; † 451 пр.н.е.) e римиски политик през 5 век пр.н.е.
Ватикан произлиза от патрицианската фамилия на gens Ромилии. Според консулските фасти (таблици) баща му и дядо му се казват Тит.
През 455 пр.н.е. той e консул заедно с Гай Ветурий Цикурин и през това време се бие против еквите. За начина на водене на консулската им служба двамата са осъдени от плебейския едил Луций Алиен с парична присъда.
През 451 пр.н.е. Ватикан e децемвир и е един от създателите на първите десет закона от Законите на дванадесетте таблици през 450 пр.н.е.